# Староста Путни
Староста Путни (рум. Staroste de Putna) — намісник господаря у середньовічному Молдовському князівстві в місті Путна, що після розпаду Київської Русі та занепаду Королівства Руського відійшло під владу молдовського господаря.
З часів Київської Руси та Руського королівства старостою називали представників нижчої адміністрації, що здійснював доглядав за певними ділянками в господарстві князя чи короля.
До 14 століття землі Молдови входили до складу Королівства Русі. Урядники та інші посадовці мали такі самі титули, як у Київській Русі (Великому князівстві Київському) та Руському Королівстві. Після занепаду Руського королівства, в Молдовському князівстві збереглись назви урядників — дворник (ворник), стольник, армаш, постельник та інші. Назва має слов'янське походження.
В Молдовському князівстві титул зберігся й використовувався саме як «staroste».
Староста Путни був намісником князя у місті та навколишніх землях. Серед відомих обіймачів цієї посади був Мирон Костін.